# Le pavé, c'est l’arme du prolétaire
Le pavé, c'est l’arme du prolétaire (russe : Булыжник - оружие пролетариата) est une sculpture en bronze du sculpteur russe Ivan Chadr réalisée en 1927. Elle fait partie de la collection de la galerie Tretiakov à Moscou.

## Caractéristiques
Ivan Shadr a préparé cette œuvre pour participer à l'exposition panrusse d'œuvres d'art à l'occasion du dixième anniversaire de la révolution d'octobre. Shadr a créé cette sculpture en s'inspirant de ses souvenirs personnels de la révolution de 1905, lorsque les manifestations d'Iekaterinbourg se sont déroulées sous ses yeux.
La figure du travailleur insurgé est une représentation allégorique de la révolution. L'auteur lui-même y voit une sorte de ressort comprimé, prêt à se redresser avec une force destructrice et à se déployer dans les événements de 1917. En sculptant le travailleur, Shadr s'est émerveillé de la beauté des proportions du corps humain et de sa nature laconique, cherchant à sculpter de façon égale tous les côtés expressifs. À gauche, on voit particulièrement bien la difficulté de briser les pavés ; à droite, le mouvement de l'ouvrier a commencé ; devant, la trajectoire du futur vol de l'arme.
Dans la version originale, Ivan Shadr avait l'intention d'utiliser l'image d'un homme brisant les chaînes, mais il a ensuite abandonné cette idée pour échapper au symbolisme romantique du passé. Sa figure n'est pas celle d'un esclave courbé, mais celle d'un futur vainqueur. Shadr a créé une figure qui promet la victoire, résumant toutes les révolutions russes. En 1967, à l'occasion du cinquantième anniversaire de la révolution d'Octobre à Moscou, une copie en bronze de la sculpture a été installée dans le parc du soulèvement de décembre sur Krasnaïa Presnia.

## Galerie

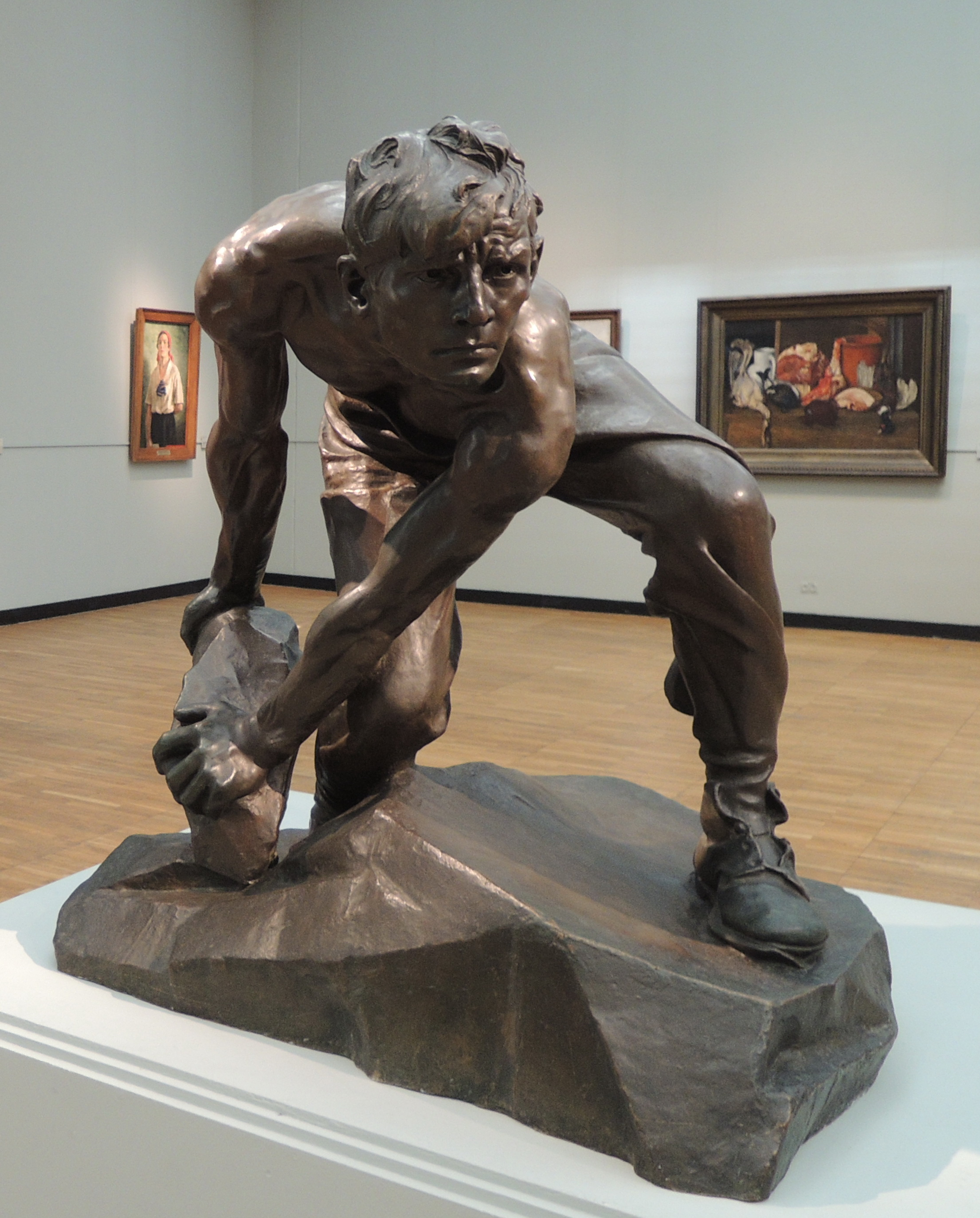
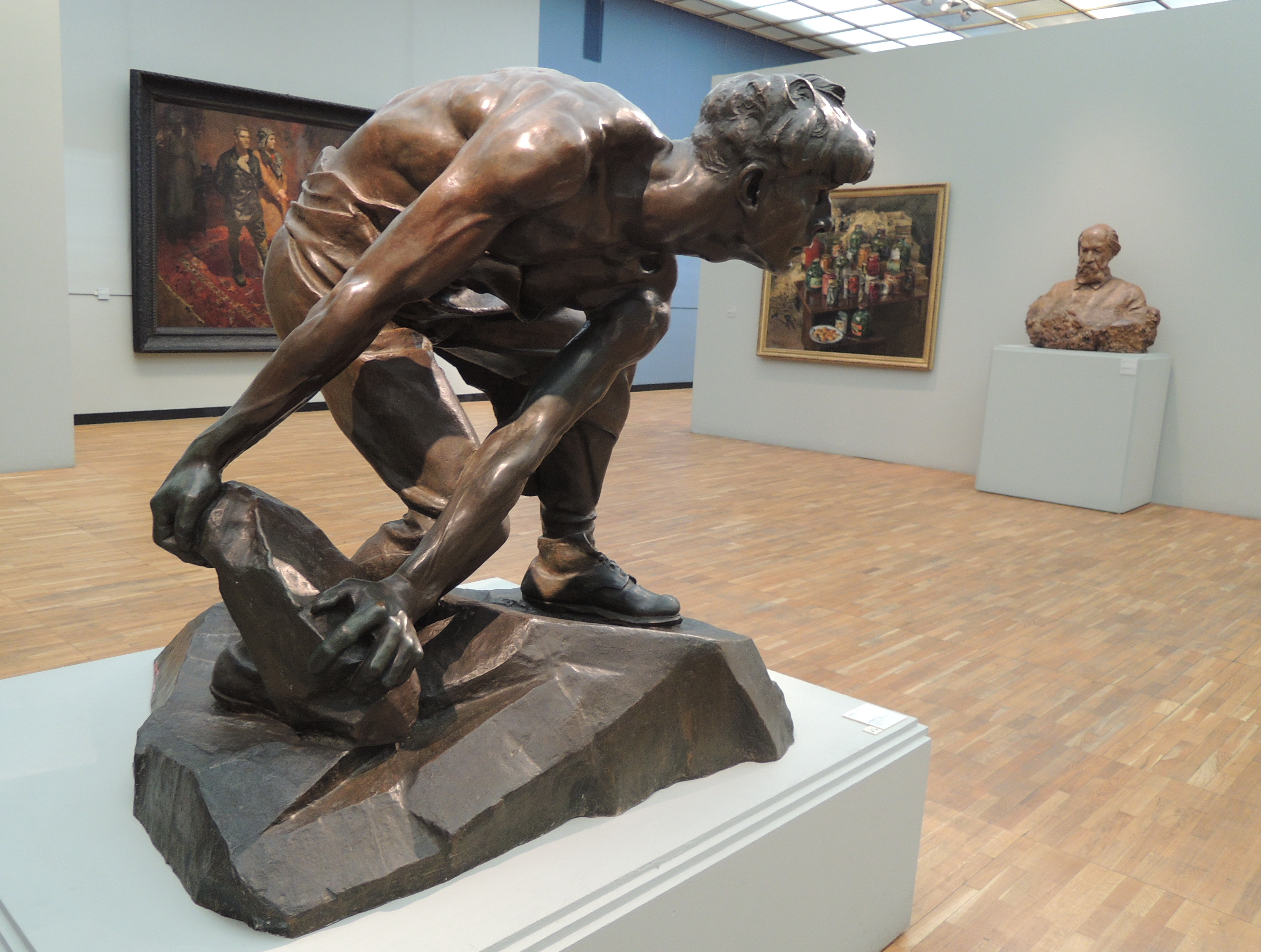
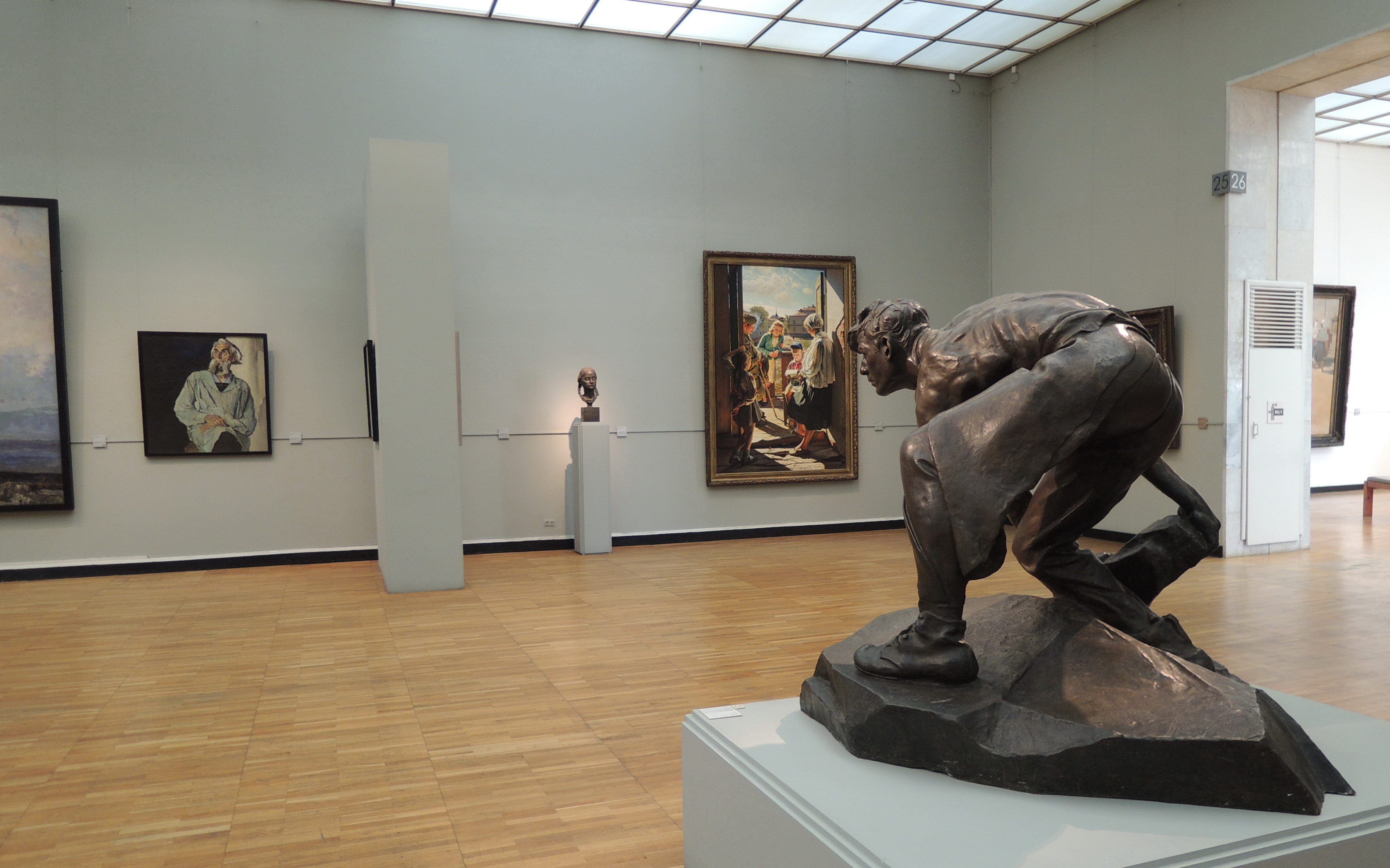
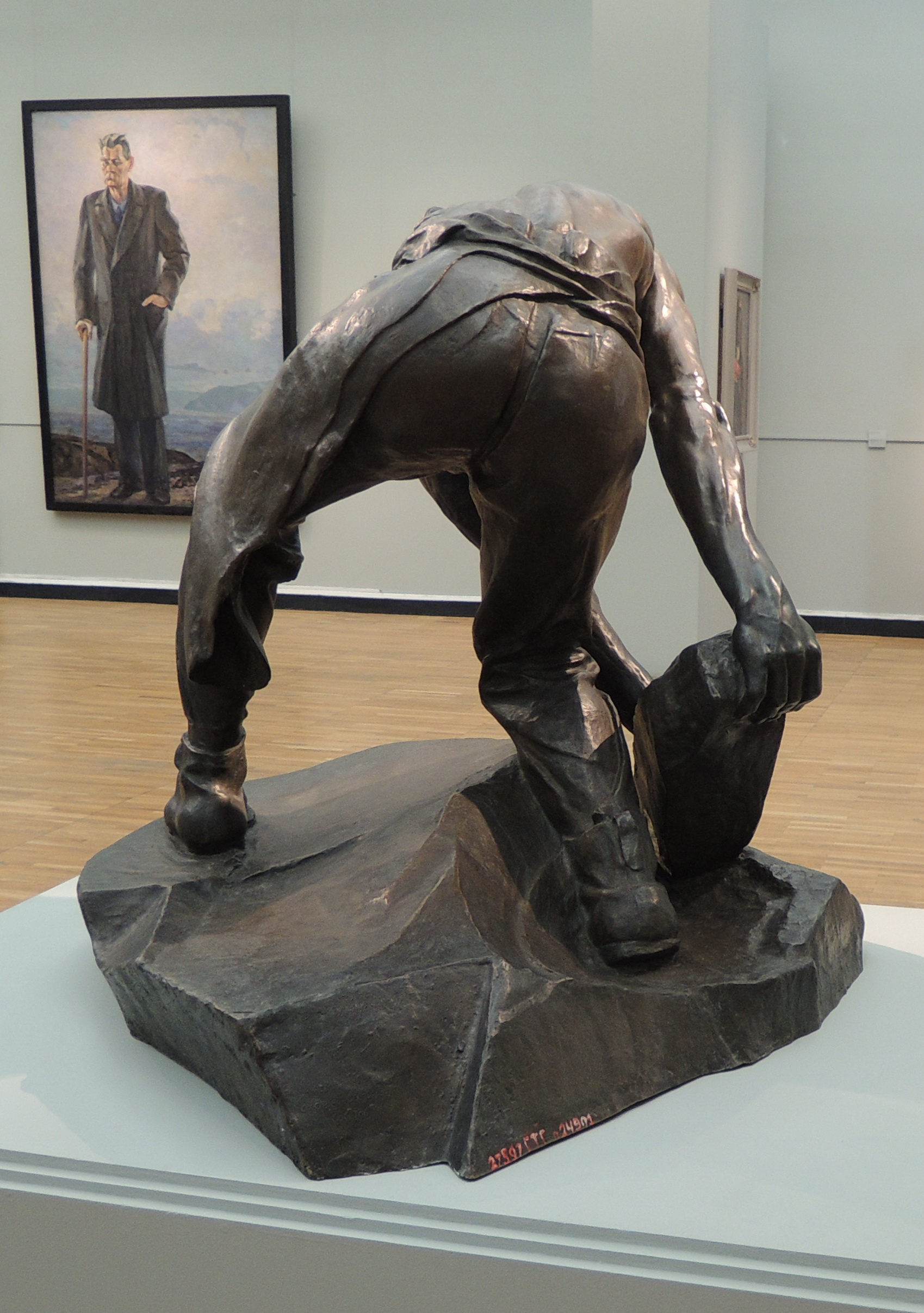